# Alois Senti
Alois Senti (* 3. Juni 1930 in Flums; † 26. Juni 2015) war ein Schweizer Redaktor, Autor, Volkskundler und Sagenforscher.

## Leben
Alois Senti stammte aus einer Bauernfamilie, besuchte nach einer Lehre auf der Gemeindeverwaltung Flums die Kunstgewerbeschule in Vevey. 1954–58 war er Werbeleiter der Pressestelle der Firma Robert Bosch GmbH in Genf, 1958–61 Redaktor des Rheintaler Volksfreunds in Au SG, 1961–85 Redaktor und 1985–95 Geschäftsführer beim Landwirtschaftlichen Informationsdienst (LID) in Bern. Er war massgeblich an der Gründung der BauernZeitung beteiligt, die ab 1994 als Organ der grössten Schweizer Landwirtschaftsorganisationen, Schweizer Bauernverband und Schweizer Milchproduzenten, veröffentlicht wurde.
Neben landwirtschaftlichen Fachbüchern wie Was kostet eine Kuh? (1973) und Rund um den Bauernhof (1975) publizierte er zahlreiche kulturhistorische Aufsätze und volkskundliche Bücher und Erzählungen in Mundart. Sein Nachlass zu Sagen wurde 2018 ins Sarganserland zurückgeführt (Historischer Verein Sarganserland und Talgemeinschaft Sarganserland-Walensee).
Alois Senti lebte viele Jahre bis zu seinem Tod in Köniz bei Bern.

## Werke (Auswahl)
- Sagen aus dem Sarganserland, Schweizerische Gesellschaft für Volkskunde, Basel 1983.
- Die Geschichte einer Erzähllandschaft. Von den Erzählerinnen und Erzählern, Sammlern und Schreibern der Sagen aus dem Sarganserland, 137. Neujahrsblatt des Historischen Vereins des Kantons St. Gallen, Rorschach 1997.
- Das Sarganserland. Reiseberichte und Erzählungen aus der Zeit zwischen 1750 und 1950, Sarganserländer Verlag, Mels 2004.
- Dr Rägäpfyfer. Neun Mundartgeschichten aus dem Sarganserland, Sarganserländer Verlag, Mels 2007.
- Kalendergeschichten. Historisches und Sagenhaftes aus dem Sarganserland, Sarganserländer Verlag, Mels 2010.

## Auszeichnungen
- 1967 Kulturpreis der Sarganserländischen Talgemeinschaft
- 1974 Europapreis für Volkskunst der Alfred Toepfer Stiftung F.V.S.
- 1987 Dr. h. c. der Universität Freiburg